# Colorado Comets
O Colorado Comets foi um clube americano de futebol com sede em Denver, Colorado, fundado em 1985, que mais tarde competiu no SISL e na USISL.

## História
Fundada por Ed Eid em 1985, a equipe começou como um clube amador treinado por Kelvin Norman . Naquele ano, eles perderam para o Mitre Eagles de Seattle, Washington, nas semifinais do National Amateur Indoor Championship.  Em 1989, o Comets entrou na Southwest Outdoor Soccer League.. 
Em outubro de 1989, Norman voltou ao cargo de treinador principal.  Apesar de ganhar três títulos, o Comets começou a ter dificuldades financeiras em 1991. Em fevereiro de 1992, Norman anunciou que a equipe se retiraria da liga.  A equipe se reformou em 1998, jogando na USISL Premier Development Soccer League, uma liga da quarta divisão no Sistema de ligas de futebol dos Estados Unidos.